# Polvaredas (Mendoza)
Polvaredas es una localidad situada en el departamento Las Heras, provincia de Mendoza, Argentina. 
Se encuentra a unos 47 km del Túnel Internacional Cristo Redentor.

## Población
---